# SV Elversberg

Wappen bis 2010

Wappen von 2010 bis 2015

Wappen von 2015 bis 2021

Die Sportvereinigung 07 Elversberg e. V. (kurz SV Elversberg oder SVE) ist ein deutscher Fußballverein in der saarländischen Gemeinde Spiesen-Elversberg, der 1907 gegründet wurde. Der Verein hat 7.500 Mitglieder (Stand: 1. Juli 2025). Die Vereinsfarben sind Schwarz und Weiß. Die Mannschaft der SV Elversberg wird auch als „Die Elv“ bezeichnet.
Gefördert wird der Verein durch den ehemaligen Trainer sowie zwischenzeitlichen Präsidenten Frank Holzer (jetzt Aufsichtsratsvorsitzender) und die finanzielle Unterstützung seines Unternehmens Ursapharm als Sponsor.
Der Verein stieg nach der Saison 2022/23 in die 2. Bundesliga auf. Mit nicht einmal 13.000 Einwohnern in Spiesen-Elversberg ist Elversberg der kleinste Zweitliga-Standort seit fast 40 Jahren und wird daher oftmals als Dorfverein bezeichnet. In der Saison 2024/2025 schaffte er es sogar auf den Relegationsplatz zur 1. Bundesliga.
Spielstätte der ersten Herrenmannschaft ist die Ursapharm-Arena an der Kaiserlinde (ursprünglich Waldstadion Kaiserlinde) in Spiesen-Elversberg mit einer Kapazität von derzeit 10.000 Zuschauern. Die Erweiterung des Stadions auf mindestens 15.000 Zuschauer soll 2026 abgeschlossen sein. Das Trainingsgelände und die Geschäftsstelle befinden sich in St. Ingbert.

## Geschichte
Der Verein wurde 1907 als FC Germania Elversberg gegründet, 1914 aufgelöst und nach dem Ersten Weltkrieg 1918 als Sportvereinigung VfB Elversberg wiedergegründet. Nach dem Zweiten Weltkrieg schlossen sich alle örtlichen Sportvereine zur Sportgemeinde Elversberg zusammen, aus der sich 1952 die heutige SV abspaltete – anfangs als SV Elversberg VfB 07.
Von 1951 bis 1960 sowie in der Saison 1962/63 gehörte die SV Elversberg der drittklassigen Amateurliga Saarland an. Überregional tauchte die SV erstmals 1980 durch den Aufstieg in die Oberliga Südwest auf. Bis 1987 gehörten die Elversberger der höchsten Amateurklasse an, spielten jedoch nie eine Hauptrolle. 1994 stiegen sie erneut in die Oberliga auf, nach zwei Jahren in die Regionalliga, wo sie im ersten Versuch scheiterten, aber 1998 den Wiederaufstieg schafften. Für 15 Jahre war Elversberg ein fester Bestandteil der Regionalliga West/Südwest bzw. Süd bzw. West.
Vor der Saison 2007/08 setzte Elversberg als Ziel den Aufstieg in die neue 3. Liga, was allerdings nicht gelang. Dies hatte zur Folge, dass Elversberg in der Saison 2008/09 in der neuen, viertklassigen Regionalliga West als klassenhöchster saarländischer Verein spielte. Im August 2008 wurde, wie vom DFB gefordert, ein Aufsichtsrat im Verein gebildet. Zur Wahl angetreten waren mit dem bisherigen Präsidenten Frank Holzer, dessen Sohn Dominik und Rolf Schneider drei Geschäftsführer von Ursapharm. Zum Aufsichtsratsvorsitzenden wurde Frank Holzer bestimmt. Im Jahr 2009 gewann der Verein zum ersten Mal den Saarlandpokal und traf in der ersten Runde des DFB-Pokals 2009/10 auf den SC Freiburg. Die SV Elversberg unterlag dem Bundesligaaufsteiger mit 0:2. Im Jahr 2010 konnte man den Saarlandpokal erneut gewinnen und traf in der ersten Hauptrunde des DFB-Pokals 2010/11 auf Hannover 96. Überraschend siegte Elversberg mit 5:4 nach Elfmeterschießen, nachdem es nach abgelaufener Verlängerung noch 0:0 gestanden hatte. Die SVE war damit für die zweite Runde qualifiziert, wo man mit dem 1. FC Nürnberg erneut auf einen Bundesligisten traf und 0:3 unterlag.
Am Ende der Saison 2012/13 sicherte sich die Sportvereinigung als Vizemeister der Regionalliga Südwest die Teilnahme an der Aufstiegsrunde zur 3. Liga, wo sie gegen den Meister der Regionalliga Bayern, TSV 1860 München II antrat. Das Hinspiel wurde mit 3:2 gewonnen. Das für 2. Juni 2013 angesetzte Rückspiel wurde wegen Unbespielbarkeit des Platzes auf den 4. Juni verschoben. Durch das 1:1 in der Allianz Arena gelang schließlich der Aufstieg in die 3. Liga. Dort belegte man in der Folgesaison den 18. Tabellenplatz und stieg sofort wieder in die Regionalliga ab. Dort belegte die SVE in der Saison 2014/15 den dritten Platz, sodass die erneute Qualifikation zur 3. Liga knapp verpasst wurde.
Nach zwei Jahren Regionalligazugehörigkeit gelang in der Spielzeit 2015/16 abermals der Vizemeistertitel und damit die Teilnahme an den Aufstiegsspielen zur 3. Liga. Gegner war der FSV Zwickau, Meister der Regionalliga Nordost. Das Hinspiel in Elversberg endete mit einem 1:1-Unentschieden. Aufgrund einer 0:1-Niederlage im Rückspiel wurde der Aufstieg in die 3. Liga verpasst. In der Saison 2016/17 wurde zum ersten Mal der Meistertitel errungen und anschließend, nach zwei Spielen gegen den Meister der Regionalliga Bayern SpVgg Unterhaching, wieder der Aufstieg verpasst.
Am 13. September 2020 gewann die SV Elversberg in der ersten Runde des DFB-Pokals mit 4:2 gegen den Zweitligisten FC St. Pauli und zog erstmals seit 2010 in die zweite Runde des DFB-Pokals ein. In der zweiten Hauptrunde unterlag man dem Bundesligisten Borussia Mönchengladbach am 22. Dezember 2020 mit 0:5.
In der Saison 2021/22 gelang als Tabellenerster der Aufstieg in die 3. Liga sowie der Gewinn des Saarlandpokals.
In der Saison 2022/23 gelang als Tabellenerster der Aufstieg in die 2. Bundesliga sowie der Gewinn des Saarlandpokals. In der ersten Runde des DFB-Pokals gewann Elversberg mit 4:3 gegen den Bundesligisten Bayer 04 Leverkusen, ehe man in der zweiten Runde mit 0:1 gegen den VfL Bochum ausschied.
In der Saison 2023/24 holte die SV Elversberg beim ersten Spiel ein Unentschieden gegen Hannover 96 mit 2:2. Im fünften Spiel gelang den Elversbergern beim VfL Osnabrück mit 1:0 der erste Sieg und am 6. Spieltag gegen den damaligen Tabellenführer Hamburger SV mit 2:1 der zweite Saisonsieg. Gegen den späteren Bundesliga-Aufsteiger FC St. Pauli gewann die SV Elversberg ihr Auswärtsspiel am Millerntor am 14. April 2024 mit 4:3. Die SVE beendete die Saison 2023/24 auf dem 11. Tabellenplatz.
Nach Unentschieden gegen den 1. FC Magdeburg und gegen den 1. FC Köln und einer Niederlage beim Karlsruher SC gelang der SVE in der Saison 2024/25 am 4. Spieltag der erste Sieg mit 4:0 gegen die SV Darmstadt 98. Am 16. Spieltag übernahm die SV Elversberg nach dem 3:0-Auswärtssieg in Braunschweig erstmals in der Vereinsgeschichte am 15. Dezember 2024 die Tabellenführung in der 2. Fußball-Bundesliga. Nach der folgenden 1:4-Heimniederlage gegen Schalke 04 belegte die SV Elversberg nach Abschluss der Hinrunde mit 28 Punkten den 4. Tabellenplatz. Als zweitbestes Rückrundenteam schloss Elversberg die Saison 2024/25 mit dem 3. Tabellenplatz ab und nahm an der Relegation zur Fußball-Bundesliga teil. Mit einem 2:2 im Hin- und einem 1:2 im Rückspiel gegen den 1. FC Heidenheim scheiterte die SVE in den Aufstiegsspielen zur Bundesliga und verblieb somit in der 2. Bundesliga. Nach der Saison beendete der langjährige Trainer Horst Steffen seine Tätigkeit bei der SV Elversberg und wechselte als Cheftrainer zum SV Werder Bremen.
Für die Saison 2025/26 wurde Vincent Wagner als neuer Cheftrainer verpflichtet. Wagner trainierte zuletzt die U23 der TSG Hoffenheim. In Elversberg erhält Wagner einen Dreijahresvertrag bis 2028.

## Mannschaft

### Kader 2025/26
Stand: 30. Juli 2025
| Nr.        | Nat.            | Spieler            | Geboren            | Letzter Verein          |
| ---------- | --------------- | ------------------ | ------------------ | ----------------------- |
| Torhüter   |                 |                    |                    |                         |
| 01         | Deutschland     | Frank Lehmann      | 29. April 1989     | VfL Osnabrück           |
| 20         | Osterreich      | Nicolas Kristof    | 20. Dezember 1999  | FC-Astoria Walldorf     |
| 28         | Deutschland     | Tim Boss           | 28. Juni 1993      | 1. FC Magdeburg         |
| Abwehr     |                 |                    |                    |                         |
| 02         | Thailand        | Nicholas Mickelson | 24. Juni 1999      | Odense BK               |
| 03         | Frankreich      | Florian Le Joncour | 3. Februar 1995    | RWD Molenbeek           |
| 04         | Deutschland     | Luis Seifert       | 26. Januar 2004    | Hamburger SV II         |
| 19         | Deutschland     | Lukas Pinckert     | 22. Januar 2000    | FC Viktoria 1889 Berlin |
| 21         | Deutschland     | Lasse Günther      | 21. März 2003      | FC Augsburg             |
| 23         | Deutschland     | Carlo Sickinger    | 29. Juli 1997      | SV Sandhausen           |
| 30         | Ghana           | Jan Gyamerah       | 18. Juni 1995      | 1. FC Kaiserslautern    |
| 31         | Deutschland     | Maximilian Rohr    | 27. Juni 1995      | SC Paderborn 07         |
| 43         | Deutschland     | Felix Keidel       | 14. Juni 2003      | FC Ingolstadt 04        |
| Mittelfeld |                 |                    |                    |                         |
| 06         | Deutschland     | Amara Condé        | 6. Januar 1997     | SC Heerenveen           |
| 07         | Deutschland     | Manuel Feil        | 8. Oktober 1994    | 1. FC Nürnberg II       |
| 08         | Polen           | Łukasz Poręba      | 13. März 2000      | Hamburger SV            |
| 11         | Deutschland     | Jason Çeka         | 10. November 1999  | 1. FC Magdeburg         |
| 14         | Deutschland     | Jarzinho Malanga   | 10. Juli 2006      | VfB Stuttgart II        |
| 17         | Deutschland     | Frederik Schmahl   | 21. Dezember 2002  | TSG 1899 Hoffenheim II  |
| 25         | Bulgarien       | Lukas Petkov       | 1. November 2000   | FC Augsburg             |
| 27         | Deutschland     | Filimon Gerezgiher | 4. Juli 2000       | SGV Freiberg            |
| 29         | Deutschland     | Tom Zimmerschied   | 22. September 1998 | Dynamo Dresden          |
| 32         | Deutschland     | Daniel Pantschenko | 16. Januar 2003    | Union Titus Pétange     |
| Angriff    |                 |                    |                    |                         |
| 10         | Deutschland     | Bambasé Conté      | 7. Juli 2003       | TSG 1899 Hoffenheim     |
| 16         | Deutschland     | Luca Pfeiffer      | 20. August 1997    | VfB Stuttgart           |
| 18         | Staat Palästina | Mohammad Mahmoud   | 13. Februar 2005   | VfL Bochum (Jugend)     |
| 22         | Deutschland     | Younes Ebnoutalib  | 13. September 2003 | FC Gießen               |
| 24         | Deutschland     | Luca Schnellbacher | 6. Mai 1994        | Preußen Münster         |

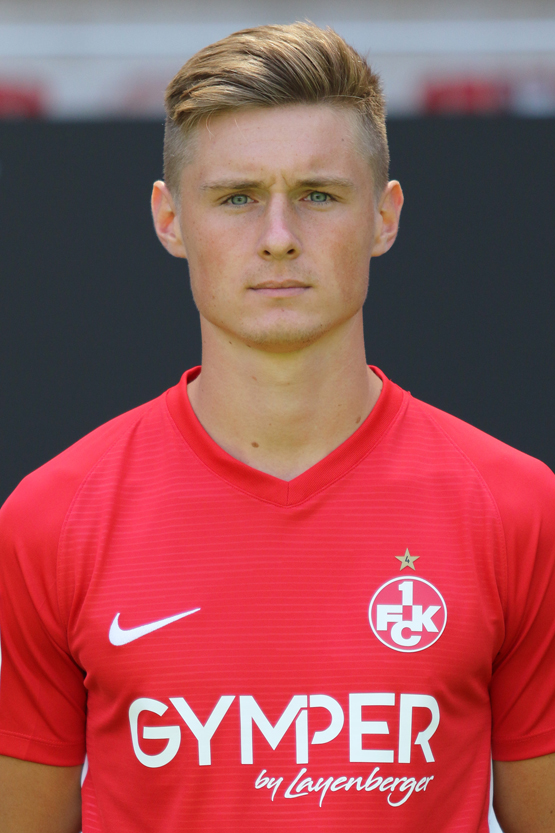
Carlo Sickinger (2019)

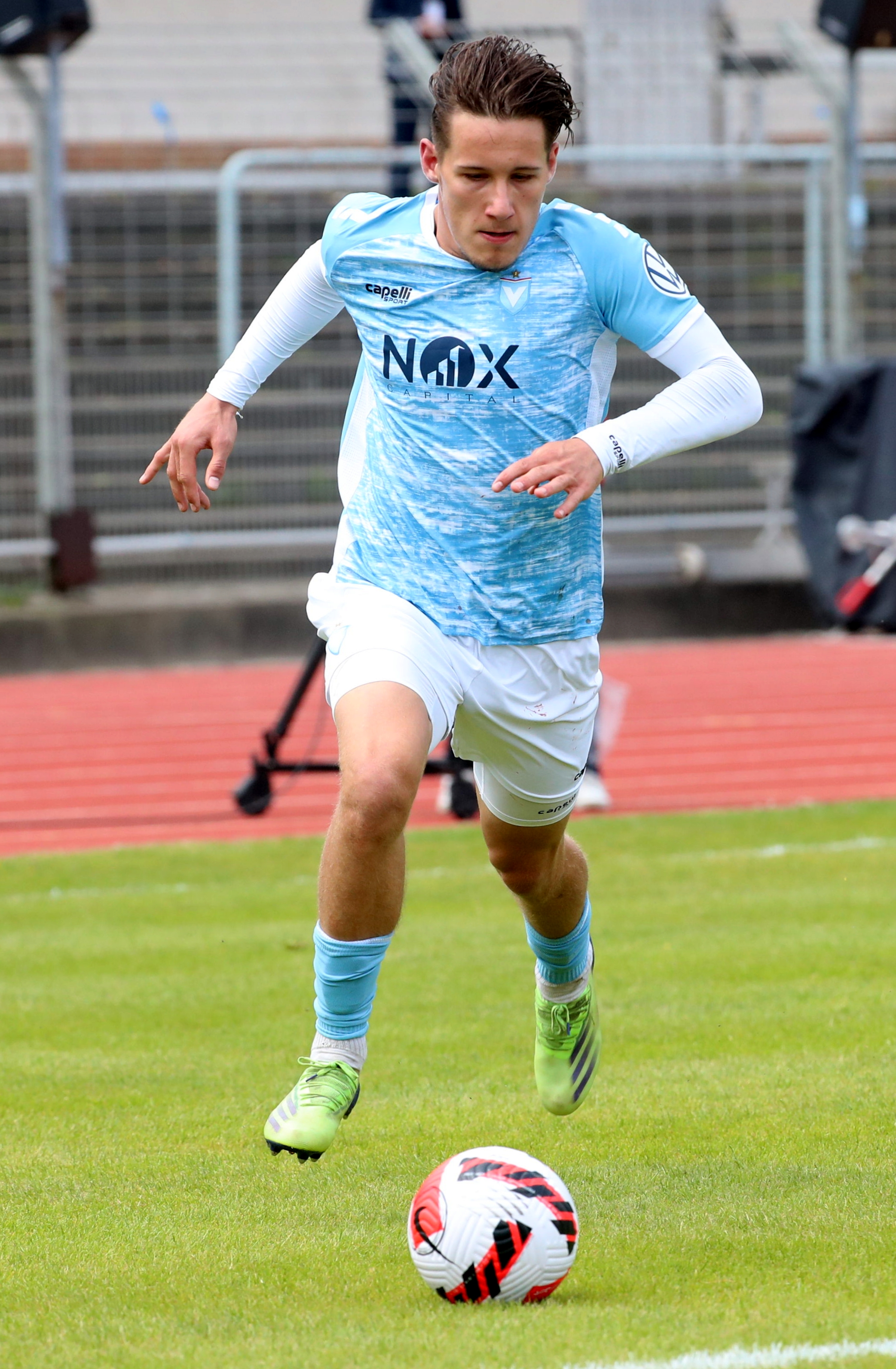
Lukas Pinckert (2022)

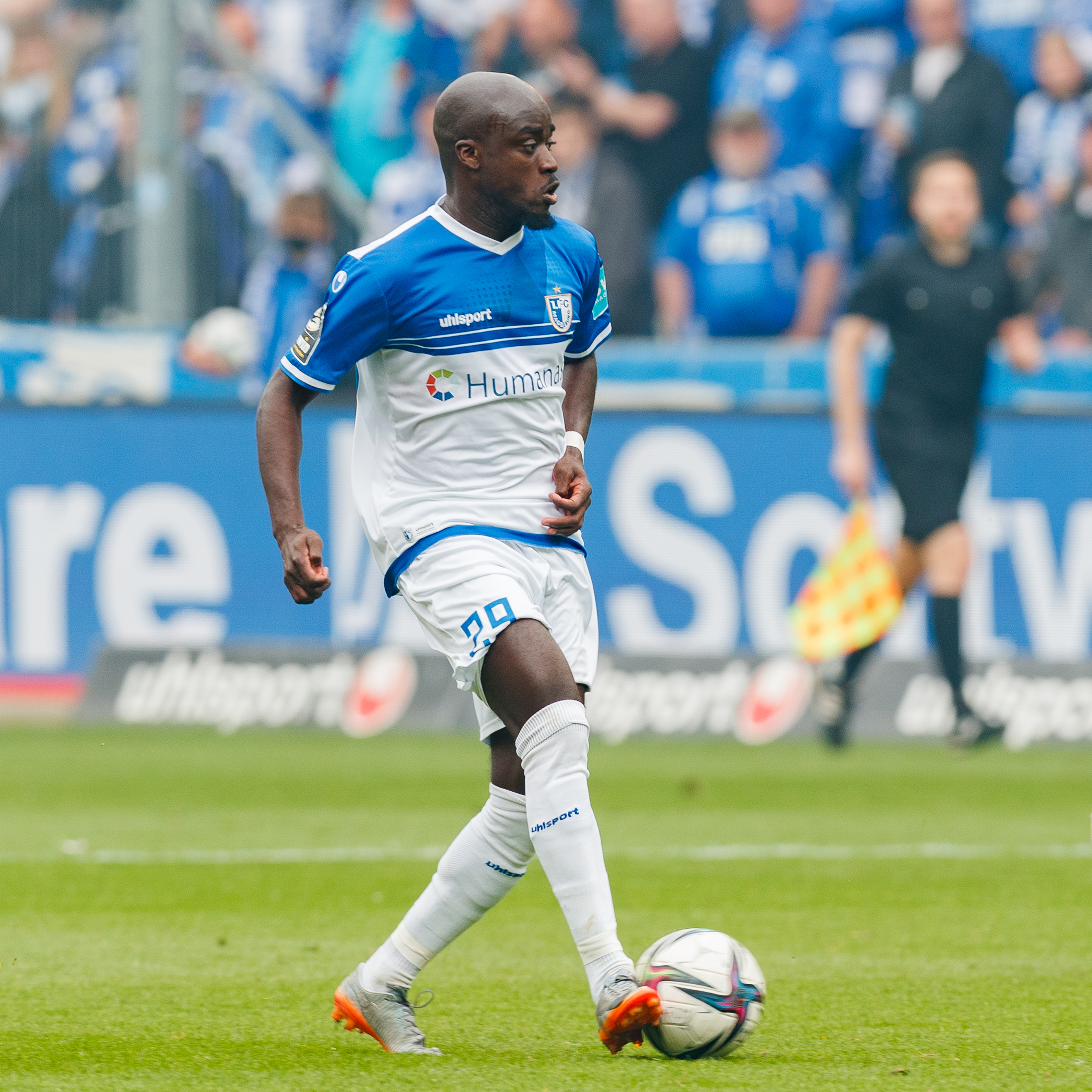
Amara Condé (2022)

- unter Vertrag, aber nicht im Kader: Patryk Dragon

### Transfers der Saison 2025/26
Stand: 30. Juli 2025
| Zugänge | Abgänge |
| Sommerpause 2025 | Sommerpause 2025 |
| --- | --- |
| - Jason Çeka (1. FC Magdeburg) - Amara Condé (SC Heerenveen) - Bambasé Conté (TSG 1899 Hoffenheim; Leihe) - Lasse Günther (FC Augsburg) - Jan Gyamerah (1. FC Kaiserslautern) - Felix Keidel (FC Ingolstadt 04) - Mohammad Mahmoud (FC Zürich U21; Leihende) - Jarzinho Malanga (VfB Stuttgart II; Leihe) - Nicholas Mickelson (Odense BK) - Luca Pfeiffer (VfB Stuttgart) - Łukasz Poręba (Hamburger SV; Leihe) - Luis Seifert (Hamburger SV II) | - Fisnik Asllani (TSG 1899 Hoffenheim; Leihende) - Elias Baum (Eintracht Frankfurt; Leihende) - Muhammed Damar (TSG 1899 Hoffenheim; Leihende) - Luca Dürholtz (1. FC Köln II) - Robin Fellhauer (FC Augsburg) - Frederik Jäkel (RB Leipzig; Leihende) - Maurice Neubauer (Hannover 96) - Semih Şahin (1. FC Kaiserslautern) - Arne Sicker (Vertragsende; Ziel unbekannt) - Paul Stock (Hansa Rostock) |

### Trainerstab
- Stand: 11. Juli 2025.[28]

| Nat.        | Name           | Funktion        | Geboren            | im Verein seit |
| ----------- | -------------- | --------------- | ------------------ | -------------- |
| Deutschland | Vincent Wagner | Cheftrainer     | 5. April 1986      | 2025           |
| Deutschland | Pascal Bieler  | Co-Trainer      | 26. Februar 1986   | 2025           |
| Deutschland | Patrick Henle  | Co-Trainer      | 24. Oktober 1989   | 2025           |
| Deutschland | Mike Frantz    | Co-Trainer      | 14. Oktober 1986   | 2024           |
| Deutschland | Sascha Purket  | Torwarttrainer  | 4. November 1969   | 2013           |
| Deutschland | Tobias Tröß    | Athletiktrainer | 19. Mai 1993       | 2023           |
| Deutschland | Franz Dietrich | Videoanalyst    | 27. September 1996 | 2024           |

## Erfolge und Statistik
- Meister 3. Liga: 2023
- Meister Regionalliga Südwest: 2017, 2022
- Vizemeister Regionalliga Südwest: 2013, 2016, 2021
- Erreichen der Relegation zur Bundesliga: 2025
- Aufstieg in die 2. Bundesliga: 2023
- Aufstieg in die 3. Liga: 2013, 2022
- Meister Oberliga Südwest: 1996, 1998
- Meister Verbandsliga Saar: 1980, 1994
- Saarlandpokal-Sieger: 2009, 2010, 2015, 2018, 2020, 2021, 2022, 2023
- Saarlandpokal-Finalist: 1979, 1982, 2004, 2014, 2016, 2017, 2019

## Persönlichkeiten

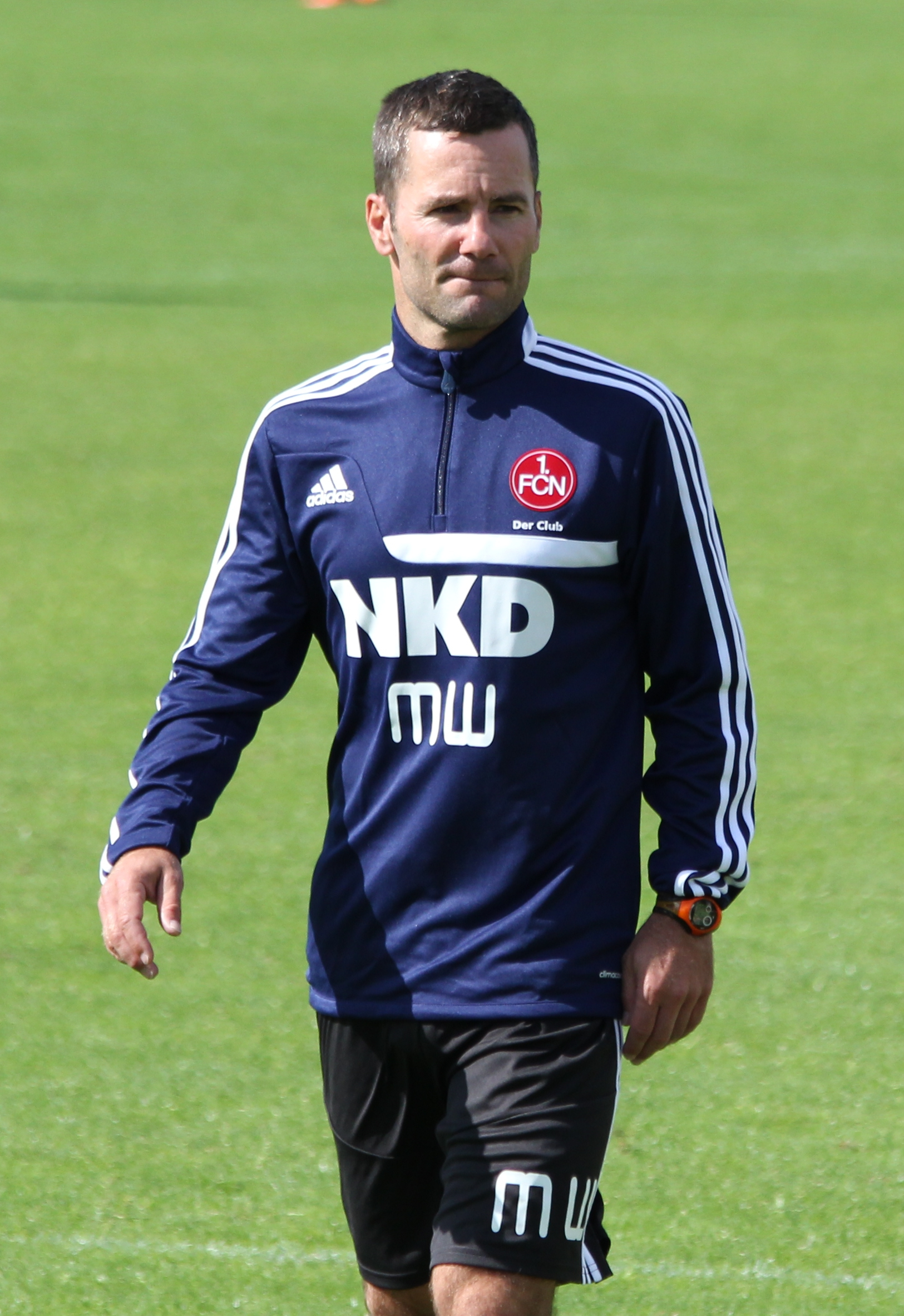
Michael Wiesinger (2013)

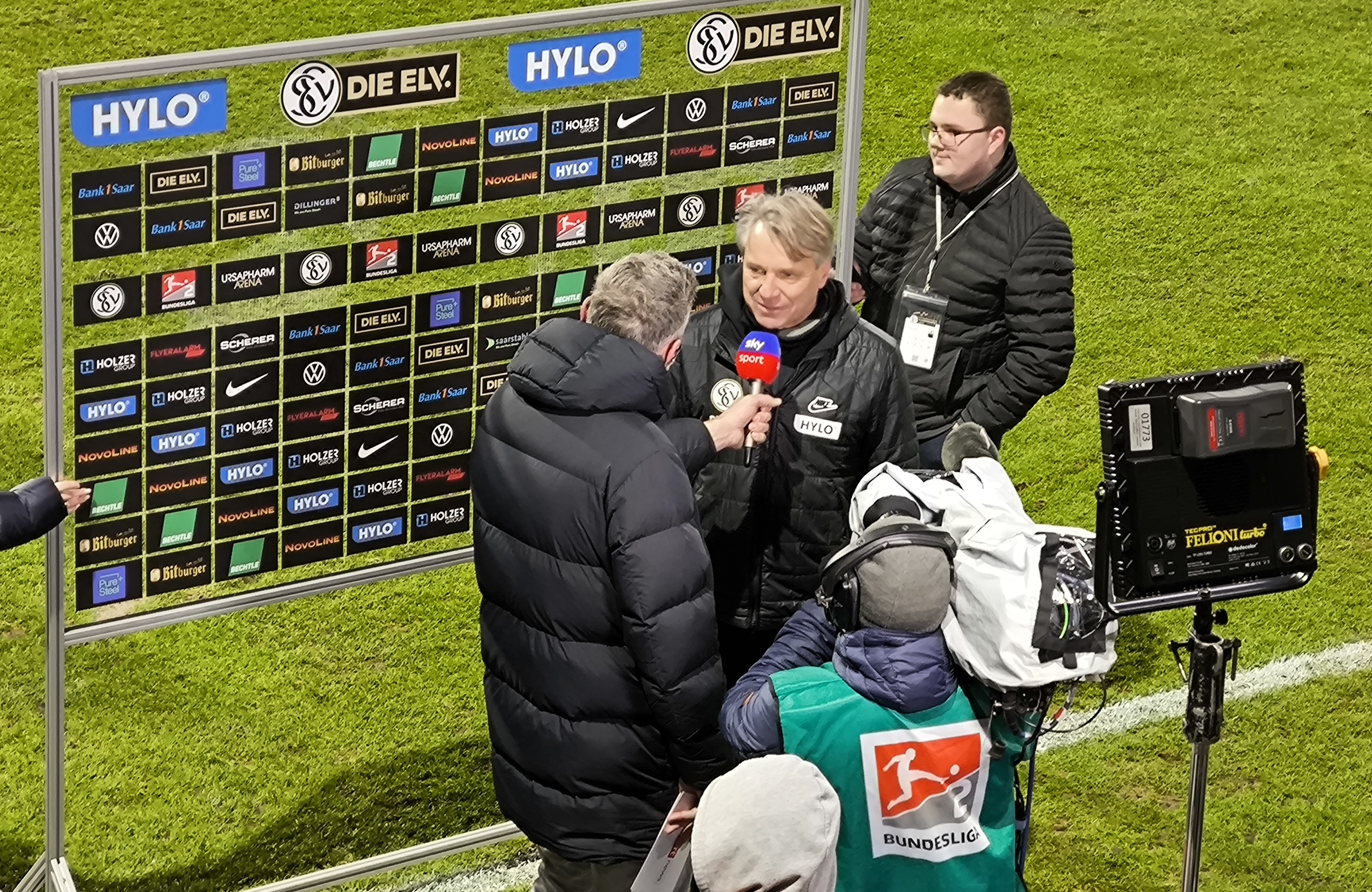
Horst Steffen beim Interview in Elversberg (2024)

### Trainer
| bis September 1996:                    | Joachim Brehmer   |
| September 1996 bis November 1996       | Günter Herrmann   |
| November 1996 bis September 2000       | Neale Marmon      |
| September 2000 bis Saisonende 2000/01  | Frank Holzer      |
| Juli 2001 bis September 2002           | Klaus Scheer      |
| September 2002                         | Frank Holzer      |
| September 2002 bis April 2003          | Bernd Eichmann    |
| April 2003 bis April 2004              | Gerd Schwickert   |
| April 2004 bis 10. März 2008           | Brent Goulet      |
| 11. März 2008 bis 6. Oktober 2009      | Đurađ Vasić       |
| 7. Oktober 2009 bis 26. September 2011 | Günter Erhardt    |
| 26. September 2011 bis 22. August 2013 | Jens Kiefer       |
| 2. September 2013 bis 14. April 2014   | Dietmar Hirsch    |
| 14. April 2014 bis 31. Mai 2014        | Roland Seitz      |
| 1. Juni 2014 bis 7. Mai 2015           | Willi Kronhardt   |
| 7. Mai 2015 bis 1. Juni 2015           | Stefan Minkwitz   |
| 1. Juli 2015 bis 30. Juni 2017         | Michael Wiesinger |
| 1. Juli 2017 bis 11. März 2018         | Karsten Neitzel   |
| 11. März 2018 bis 31. Oktober 2018     | Roland Seitz      |
| 1. November 2018 bis 29. Mai 2025      | Horst Steffen     |
| ab 1. Juli 2025                        | Vincent Wagner    |

### Präsidenten
- 1990–2008: Frank Holzer
- 2008–2011: Norbert Glaub
- seit 2011: Dominik Holzer

### Sportdirektor
- 2006–2008: Eugen Hach
- 2013–2014: Roland Benschneider
- 2014–2018: Roland Seitz
- seit 2018: Nils-Ole Book

## Stadion
Ein Stadionausbau wurde im Mai 2022 geplant, nach dem Dach für die Heim-Fantribüne sollen auch der Gäste-Fanblock und die Gegengerade in Zukunft mit einem Dach versehen werden. Der Stadionumbau begann im Mai 2023 nach dem Aufstieg in die 2. Bundesliga. Im Februar 2024 wurde die alte Gästetribüne (Westtribüne) abgerissen.

## Frauenfußball
Die Ursprünge der Mannschaft liegen beim SV Göttelborn. Der SV Göttelborn hatte ab 1985 und später wieder ab 2014/15 eine Frauenmannschaft im Spielbetrieb. Die SV Elversberg und Göttelborn starteten ab 2018 eine Kooperation, da höherklassiger Fußball in Göttelborn nicht alleine realisierbar war. Man spielte unter dem Namen SV Göttelborn in der Verbandsliga (4. Liga), da der Saarländische Fußballverband einen Start als SV Elversberg untersagte. Nach zwei Aufstiegen spielte der Verein in der Saison 2021/22 in der 2. Bundesliga und tritt seitdem als SV Elversberg an. 2022 stieg man jedoch direkt wieder in die Regionalliga Südwest ab, in der die Mannschaft auch in der Saison 2023/24 spielte.